# Солдат Джейн
«Солдат Джейн» (англ. «G.I. Jane») — американський драматичний бойовик Рідлі Скотта, випущений 22 серпня 1997 року, знятий режисером Рідлі Скоттом. Головні ролі виконали Демі Мур, Вігго Мортенсен та Енн Бенкрофт. Гасло фільму: «Failure is not an option» («Поразка неприпустима»).

## Сюжет
У комітеті Сенату США розпитують кандидата на посаду військово-морського міністра. Впливова сенаторка від Техасу Ліліан Дегейвен дорікає командуванню флоту за дискримінацію жінок. За лаштунками сторони доходять угоди: якщо Дегейвен схвалить потрібного кандидата, командування флоту дасть старт програмі повної інтеграції. Моряки вирішують почати з програми підрозділу розвідки ВМС США («Морські котики»), де відсів становить понад 60 %. У штабі Дегейвен обирають кандидатуру учасниці олімпійських ігор лейтенанта Джордан О'Ніл. Її переводять у навчальний підрозділ. Новобранців піддають болісним випробуванням (пекельний тиждень); ті, хто не витримав, б'ють у дзвін, що є вираженням заяви про відхід із підрозділу. Джордан постійно відмовляється від будь-яких поблажок і навіть переселяється в казарму до курсантів. На навчаннях загін «котиків» «потрапляє в полон» і зазнає знущань з боку інструкторів. Головний майстер чиф-петті-офіцер Джон Джеймс Аргейл (Чиф) заявляє, що жінці тут не місце, оскільки вона відволікає солдатів від підготовки самою лише своєю присутністю, а її слабкість ставить під удар усю групу. Джордан вступає з ним у бій, після чого курсанти остаточно приймають її за свою.
Командування флоту турбує такий успіх Джордан і пильна увага з боку преси. Джордан викликають у бюро з розслідування, звинувачуючи у зв'язку з жінкою-гінекологом. На період розслідування її відсторонюють від навчання, але якщо звинувачення не підтвердяться, дадуть можливість пройти другий раз спочатку. Розлючена дівчина б'є битою в дзвін і йде з табору. Наречений Джордан показує їй одні й ті самі сліди від принтера на фотокопіях звинувачень і на паперах з офісу сенатора Дегейвен. Він також звертає увагу, що уряд відмовився від ідеї закрити п'ять військових баз на території Техасу і вирішив закрити бази в штаті Теннессі. Джордан розуміє, що сенаторка продала її і пішла на угоду, оскільки закриття баз може провалити її переобрання. Відбувається пояснення з сенаторкою. Дегейвен заявляє, що кар'єра Джордан забезпечена, на неї чекає переведення до Вашингтона, вона не вірить, що Джордан бажає таку небезпечну і важку службу, вона думала, що Джордан вилетить із програми за кілька тижнів, а загибель жінок у боях викличе негативну реакцію в суспільстві, і тому політично невигідна. Але Джордан відповідає, що бажає скористатися правом вибору, заявляє, що жінки теж мають право воювати і гинути за свою країну, і, погрожуючи сенаторці викриттям, вимагає повернути її назад у підрозділ, що сенаторка, використовуючи свої зв'язки, виконує.
Команду новобранців відправляють на борту корабля в Середземне море, де пройдуть військові навчання. Раптово надходить інформація, що на узбережжі ворожої Лівії впав американський супутник, який містить збройовий плутоній. Загін «Скорпіонів» уже вирушив на пошуки супутника, однак евакуація опинилася під загрозою зриву, і підрозділ Джордан — єдина близько розташована група. «Котики» висаджуються на берег, віддають «Скорпіонам», що несуть супутник, свої човни і прикривають їхній відхід. З'являється загін лівійських прикордонників. Одного з них помічає Джордан, але Чіф піднімає стрілянину, відволікаючи увагу від загону, і веде арабів за собою. Джордан розгадує його задум і влаштовує засідку на шляху відходу Чіфа до моря, «котики» мінують дорогу. Під час бою вона, ризикуючи життям, прикриває пораненого Чіфа, який опинився в зоні ураження мін.
Чіф вітає «котиків» зі вступом, вручаючи їм жетони, для Джордан він залишає також свій Військово-морський хрест, вкладений в томик поезії Лоуренса на сторінці з віршем «Жалість до себе».

## У ролях
- Демі Мур — лейтенант Джордан О'Ніл
- Вігго Мортенсен — командир загону майстер чиф Джон Джеймс Аргейл
- Енн Бенкрофт — сенатор Ліліан Дегейвен
- Джейсон Бех — лейтенант Ройс
- Даніель фон Барген — Теодор Гейс
- Скотт Вілсон — капітан Сейлем
- Джон Майкл Хіггінс — начальник штабу
- Кевін Ґейдж — інструктор Макс Піро
- Девід Варшофські — інструктор Джонс
- Девід Вадим — сержант першого класу Кортес
- Морріс Честнат — лейтенант Маккул
- Джош Гопкінс — мічман Ф. Лі «Флі» Монтгомері
- Джеймс Кевізел — Словнік
- Бойд Кестнер — лейтенант Віквайр
- Димитрій Дяченко — стажер

## Знімальна група
- Режисер — Рідлі Скотт
- Сценаристи — Даніель Александра, Девід Туї
- Оператор — Г'ю Джонсон
- Композитори — Тревор Джонс
- Художник — Артур Макс, Вільям Гайні, Річард Л. Джонсон,
Мерлін Венс, Сінді Карр
- Продюсери — Даніель Александра, Джулі Бергман Сендер, Роджер Бірнбаум,
Даян Мінтер Льюїс, Террі Нідем, Сюзанн Тодд, Найджел Вулл,
Кріс Зарпас, Рідлі Скотт, Демі Мур
- Монтаж — П'єтро Скалія
- Кастинг-директор — Луїс Діджіамо